# Forn enterrat

Il·lustració de l'estructura d'un forn maori.

Un forn enterrat és un forn excavat a terra, parcialment omplert de pedres calentes, que s'enterra un cop els aliments a coure s'hi han dipositat (protegits de forma adequada).

## Descripció

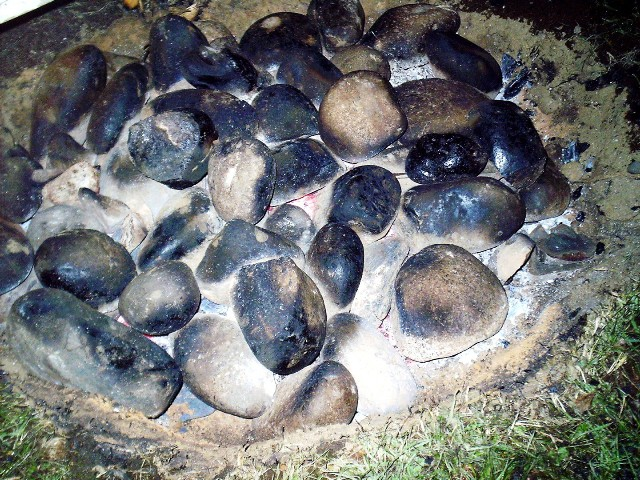
Pedres calentes en un curanto.

Els forns típics estan sobre el nivell de terra i no són altra cosa que un recinte envoltats per parets. En els forns enterrats el recinte interior és un clot i les parets estan formades pel mateix terreny (de terra o sorra).

### Font de calor
Els forns tradicionals s'escalfen directament cremant llenya en el seu interior. Així s'escalfen les parets i constitueixen una reserva d'energia tèrmica que permet la cocció posterior, un cop extingit el foc inicial.
En un forn enterrat la reserva tèrmica està formada per pedres adequades, prèviament escalfades. Aquest escalfament inicial pot fer-se per un foc directe, en el mateix forn, o a partir d'un foc separat (transportant les pedres calentes al forn).

#### Pedres
Les pedres seleccionades han de ser resistents al foc i sense tendència a esclatar. Un cop utilitzades es poden reciclar. De tant en tant cal canviar alguna pedra.

### Protecció dels aliments

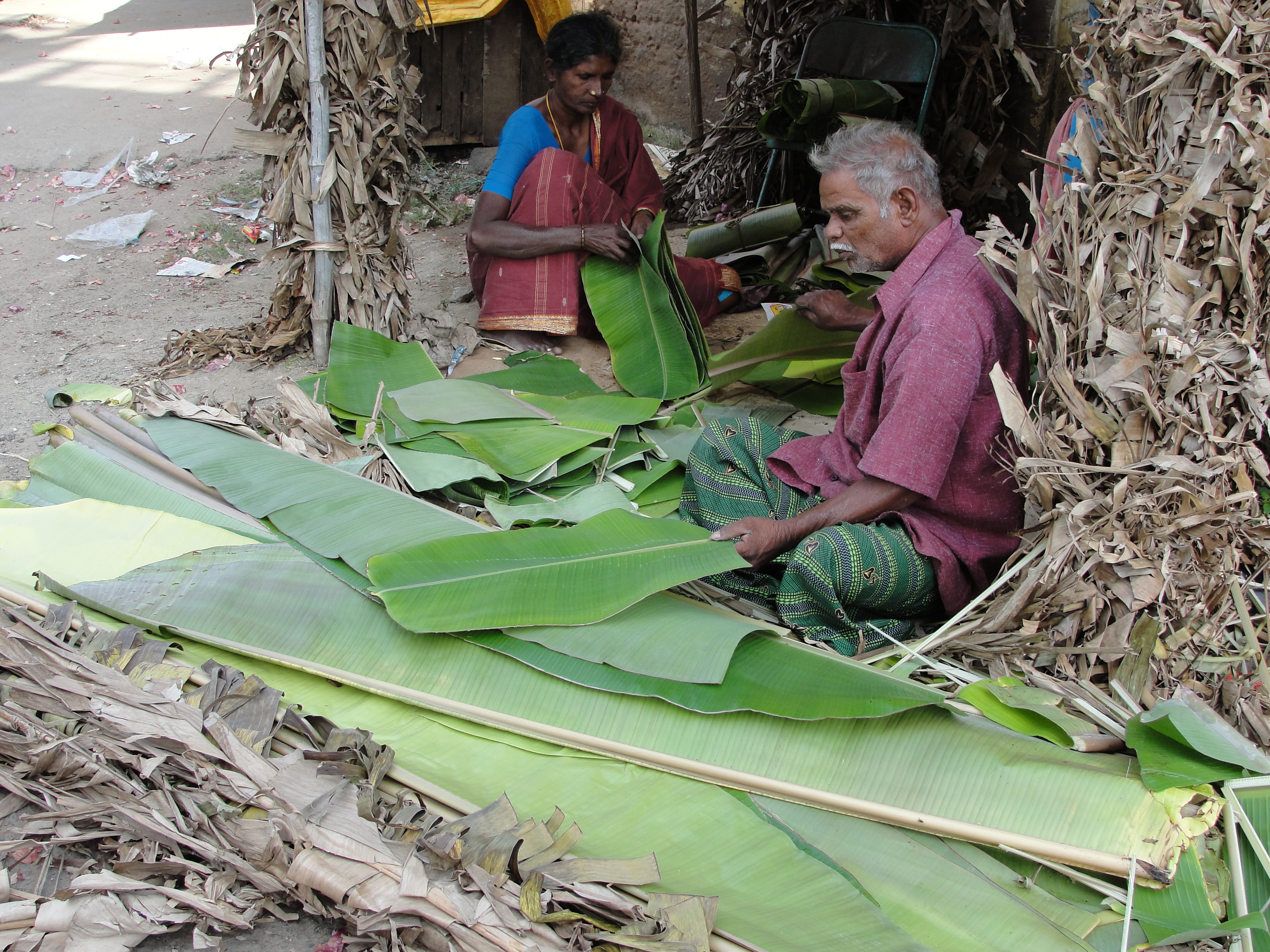
Tallant fulles de bananer.

Els aliments acostumen a anar embolicats en fulles vegetals adequades per fer a aquesta funció de protecció. És típic l'ús de les  fulles de bananer. Indirectament, cada paquet embolicat és enfornat de manera semblant a la tècnica anomenada papillot.

## Àrea del Pacífic
El forn enterrat tenia en temps passats una difusió pràcticament universal a les illes de l'oceà Pacífic (Polinèsia, melanèsia, Micronèsia). Encara en l'actualitat el seu ús és ben viu, especialment en ocasions solemnes.
- Les denominacions locals són, en alguns casos molt semblants o coincidents: umu (Tonga, maori, Samoa, Illes Cook), imu (Hawaii).

### Samoa
El forn tradicional de Samoa, umu, és un forn situat generalment en la superfície. (Es pot considerar enterrat pel fet que, en la fase de cocció, es tapa amb fulles). En les cases modernes, que disposen de cuina interior convencional, l'umu s'ubica al jardí. Eventualment, per a protegir-lo de la pluja, se situa sota un cobert senzill, obert als quatre cantons.
El funcionament és senzill. Un munt de pedres seleccionades (no propenses a esclatar quan s'escalfen amb foc directe i intens) s'escalfa amb un foc de llenya que l'envolta. Quan les pedres són prou calentes es diposita al voltant (i en contacte directe) el menjar en paquets (embolicat amb fulles vegetals o, actualment, amb paper d'alumini). Finalment es cobreix tot amb fulles vegetals.

### Hawaii
El forn de Hawaii, imu, es basa en un clot de 60-120 cm de fondària excavat a terra. Les pedres s'escalfen a part i es dipositen al fons del clot. Es tapen amb una capa vegetal (formada per tiges i fulles de bananer). Damunt d'aquesta capa de protecció es disposen els paquets d'aliments (carn de porc, peix, marisc, vegetals…) embolicats amb fulles verdes. Finalment, el conjunt es cobreix de fulles verdes. Pot afegir-se una arpillera de fibra de coco per a completar l'aïllament.
Una manera més fàcil és omplir el clot de llenya i dipositar les roques al damunt. Quan la llenya crema i es consumeix les roques van al fons de forma automàtica.